# Île Skraeling
L'île Skraeling  (Skraeling Island) est une petite île arctique côtière à l'entrée d'un fjord de la côte orientale centrale de l'île Ellesmere dans le territoire canadien du Nunavut.
Située à moins d'un kilomètre de la côte, l'île mesure 1600 mètres de long pour 1000 mètres de large. Elle se trouve à l'entrée d'un profond fjord (au sud de la péninsule de Bache), qui donne sur le bassin Kane, dans le détroit de Nares, détroit qui sépare Ellesmere du Groenland.

## Histoire
Les Nordiques faisaient référence aux populations indigènes qu'ils rencontraient au Groenland et dans le Nouveau Monde comme les skræling (« vêtement-peau », peut-être dérivé des cuirs que les indigènes portaient), et les sagas disent clairement que les Nordiques considéraient les indigènes comme hostiles.

## Archéologie
Skraeling est un vaste site archéologique qui a déjà permis de trouver une foule d'objets des cultures du Petit-Outil datant de 4500 ans av. J.-C. (Dorset et Thule).  Des objets nordiques trouvés sur les sites Inuits — environ 80 objets sur un seul site dont une petite sculpture en bois flotté d'un visage aux traits européens, suggère qu'il existait un commerce vivant entre les groupes (aussi bien qu'un échange de biens nordiques entre les Inuits), une autre hypothèse avance que l'île en question a servi de refuge aux équipages scandinaves infortunés pris par les glaces, rendant ces derniers pareils à des fantômes en raison du scorbut entraîné par la consommation de la viande d'ours polaires[réf. nécessaire].